# Comuna Remciîți, Sarnî
Remciîți (în ucraineană Ремчиці) este o comună în raionul Sarnî, regiunea Rivne, Ucraina, formată din satele Iarînivka, Kopîșce, Remciîți (reședința) și Triskîni.

## Demografie
Componența lingvistică a comunei Remciîți
     Ucraineană (99,43%)
     Alte limbi (0,57%)
Conform recensământului din 2001, majoritatea populației comunei Remciîți era vorbitoare de ucraineană (99,43%), existând în minoritate și vorbitori de alte limbi.